# Chinaman
 (septembre 2020).
Si vous disposez d'ouvrages ou d'articles de référence ou si vous connaissez des sites web de qualité traitant du thème abordé ici, merci de compléter l'article en donnant les références utiles à sa vérifiabilité et en les liant à la section « Notes et références ».
Chinaman est une série de bande dessinée du dessinateur Olivier Taduc et du scénariste Serge Le Tendre, initialement publiée chez Les Humanoïdes Associés, puis chez Dupuis à partir de 2001.

## Synopsis
Le héros, Chen Long Anh, a été rebaptisé Chinaman à son arrivée de Chine par les services de l'immigration à San Francisco. Comme ses compatriotes, il travaille à la construction du premier chemin de fer transcontinental. C’est un ancien mercenaire épris de liberté et de justice. L'histoire se déroule dans le Far West au XIXe siècle. Au fur et à mesure des épisodes, il appréhendera le nouveau monde à sa manière, avec sa culture et ses idées. Il sera souvent amené à se battre dans un monde qui accepte mal la différence. Il tentera de se faire une place mais la plupart du temps les injustices commises autour de lui le pousseront à agir...

## Personnages récurrents
- Chen Long Ann : personnage principal, renommé John Chinaman.
- Chow : ami et frère de sang de Chen, opposé à lui à la suite du drame du tome 1, mais il va se rendre compte du lien entre Hopper et Wu Fei.
- Wong : un ennemi dans le tome 1.
- Kim : jeune femme que Chow et Chen adorent, elle et sa famille mourront et déclenchent la fuite de Chen.
- Hopper : homme d'affaires sans scrupules.
- Les hommes de Hooper : ils sont commandités de meurtre sur Kim et sa famille, les 3 on connait leur noms Pete , Joe et Fred, mais le 4eme on ne connait pas.
- le soldat : il cherche a battre le petit Caï qui est voler un couvre chef mais interposer par Chen.
- Wu Fei : le chef de Chen et Chow et il est corrompu par Hopper.
- Rose : jeune fille apparue dans le tome 3.
- Ada : institutrice et compagne de Chinaman, ses alliés sont tués sauf un qui est Stacy.
- Tom : jeune homme du village dans le tome 2.
- Dick : homme du village dans le tome 2.
- Higging : homme du village dans le tome 2.
- Scott : homme du village dans le tome 2.
- Les indiens : dans le tome 2 ils sont surpris par la forme de Chen.
- Texas : dans le tome 2 il est le nouveau bras droit de Hopper , lui et ses types (Bruce, Mark et Chico) sont commandités de meurtre sur Chen et Chow.
- Le révérend Aaron et sa femme : un couple de religieux au village dans le tome 2.
- Beth : dans le tome 2 la fille du révérend qui est enlever par Texas et ses types et elle sera délivrer par Jack Lovett et Chen.
- Jack Lovett : un bandit qui est trahi par Texas qui lui prend sa place de leader et qui l'a livrer au marshal, plus tard lui et Chen délivrent Beth sain et sauf.
- Shérif Mullin : il est dans le tome 3 et il a retenu Chen qui est délivrer de sa cellule par caution.
- Mr Amos Madsen : il est dans le tome 3 et c'est le papy de Rose.
- Goodrich : L'antagoniste du tome 3.
- Smiley : un homme de Goodrich.
- Toby : le toutou du tome 3 animal de Amos Madsen.
- Millie : la tante de Rose.
- Jack : le partenaire de Smiley.
- Sing : un ignoble proxénète du tome 4.
- Li : ennemi de Sing et c'est un homme bon avec une prostituée exploité de Sing.
- Flaherty : associé de Sing.
- Strobridge : borgne du tome 4, il est ignoble.
- Les frères Yaggers : ils cherchent la peau a Ada et Chinaman.
- Stacy : ami de Ada.
- Les indiens : ils sont dans le tome 5 et adversaire des frères Yaggers.
- Charlie , Lalu et leurs enfants : ils sont dans le tome 6.
- Dood : un homme raciste dans le tome 6 et 7.
- Zi Ding : Il est dans le tome 6 et 7 le leader alliée.
- Shorty : un type raciste dans le tome 7.
- Le shérif : il est un homme respectable dans le tome 7.
- Mr Byrne : il est dans le tome 9 avec Chen ses types sont Sam et Jack.
- Zed : un jeune homme dans le tome 9 avec Chen.
- Horace Curry : il a voulu se suicider a la potence a cause de l'enfant assassiné par les hommes de Wild Cathy mais intervenu par Zed et Chinaman, de plus il est témoin de l'enlèvement de l'autre enfant par les hommes de Wild Cathy.
- Crawford : un chasseur de primes qui cherche la peau de Wild Cathy et ses types.
- Carmody : un allié de Crawford.
- Moses : un Afro-Américain et allié de Crawford et Chen.
- José : un hispano avec Moses.
- Wild Cathy : une femme bandit et ses types cherche la peau de Crawford.

## Publication

### Albums
Originellement parus chez Les Humanoïdes associés jusqu'au tome 4, les aventures de Chinaman sont publiées à partir du tome 5 par Dupuis dans la collection « Repérages ».
1. La Montagne d'or, 1997  (ISBN 2-8001-3171-3).
2. À armes égales, 1998  (ISBN 2-8001-3172-1)[1].
3. Pour Rose, 1999  (ISBN 2-8001-3173-X).
4. Les Mangeurs de rouille, 2000  (ISBN 2-8001-3174-8).
5. Entre deux rives, 2001  (ISBN 2-8001-3175-6).
6. Frères de sang, 2002  (ISBN 2-8001-3239-6).
7. Affrontements à Blue Hill, 2004  (ISBN 2-8001-3389-9).
8. Les Pendus, 2005  (ISBN 2-8001-3656-1).
9. Tucano, 2007  (ISBN 978-2-8001-3847-3)[2].

Le Réveil du Tigre, Collection Aire Libre - 2021  (ISBN 9791034754199) - Dernier opus de la saga,.